# Dhauli
Dhauli és una muntanya al districte de Puri a Orissa, a uns 10 km al sud de Bhubaneswar. A la part nord de la muntanya es va trobar una de les versions dels edictes d'Asoka. Igual que a la versió trobada al proper districte de Ganjam, els edictes 12 i 13 foren exclosos i al seu lloc s'havien inclòs dos edictes diferents. Al costat de la inscripció es va esculpir un elefant a la ronca. La muntanya està plena de coves i té un temple de Mahadeo al cim.